# العلاقات الدنماركية النيوزيلندية
العلاقات الدنماركية النيوزيلندية هي العلاقات الثنائية التي تجمع بين الدنمارك ونيوزيلندا.

## مقارنة بين البلدين
هذه مقارنة عامة ومرجعية للدولتين:
| وجه المقارنة                                              | الدنمارك                                                     | نيوزيلندا                                              |
| --------------------------------------------------------- | ------------------------------------------------------------ | ------------------------------------------------------ |
| المساحة (كم2)                                             | 42.92 ألف                                                    | 268.02 ألف                                             |
| عدد السكان (نسمة)                                         | 5.79 مليون                                                   | 4.24 مليون                                             |
| الكثافة السكانية (ن./كم²)                                 | 134.9                                                        | 15.82                                                  |
| العاصمة                                                   | كوبنهاغن                                                     | ويلينغتون، أوكلاند                                     |
| اللغة الرسمية                                             | اللغة الدنماركية                                             | لغة إنجليزية، اللغة الماورية، لغة الإشارة النيوزيلندية |
| العملة                                                    | كرونة دنماركية                                               | دولار نيوزيلندي، الجنيه النيوزيلندي                    |
| الناتج المحلي الإجمالي (بليون دولار)                      | 324.87 مليار                                                 | 205.85 مليار                                           |
| الناتج المحلي الإجمالي (تعادل القوة الشرائية) بليون دولار | 278.61 مليار                                                 |                                                        |
| الناتج المحلي الإجمالي الاسمي للفرد دولار أمريكي          | 51.99 ألف                                                    |                                                        |
| الناتج المحلي الإجمالي للفرد دولار أمريكي                 | 45.54 ألف                                                    |                                                        |
| مؤشر التنمية البشرية                                      | 0.900                                                        | 0.914                                                  |
| رمز المكالمات الدولي                                      | +45                                                          | +64                                                    |
| رمز الإنترنت                                              | .dk                                                          | .nz                                                    |
| المنطقة الزمنية                                           | توقيت وسط أوروبا، ت ع م+02:00، ت ع م+01:00، أوروبا/كوبنهاجن ‏ | ت ع م+13:00، ت ع م+12:00                               |

## منظمات دولية مشتركة
يشترك البلدان في عضوية مجموعة من المنظمات الدولية، منها:
| علم المنظمة | اسم المنظمة                               | تاريخ انضمام الدنمارك | تاريخ انضمام نيوزيلندا |
| ----------- | ----------------------------------------- | --------------------- | ---------------------- |
|             | بنك التنمية الآسيوي                       | 1966                  | 1966                   |
|             | وكالة ضمان الاستثمار متعدد الأطراف        | 12 أبريل 1988         | 22 أبريل 2008          |
|             | منظمة التعاون الاقتصادي والتنمية          | ?                     | ?                      |
|             | الأمم المتحدة                             | 24 أكتوبر 1945        | 24 أكتوبر 1945         |
|             | الفريق المعني برصد الأرض                  | ?                     | ?                      |
|             | منظمة حظر الأسلحة الكيميائية              | ?                     | ?                      |
|             | منظمة التجارة العالمية                    | 1995                  | ?                      |
|             | منظمة الشرطة الجنائية الدولية             | ?                     | ?                      |
|             | مؤسسة التنمية الدولية                     | 30 نوفمبر 1960        | 1 أكتوبر 1974          |
|             | نظام تحكم تكنولوجيا القذائف               | 1990                  | 1991                   |
|             | يونسكو                                    | 4 نوفمبر 1946         | 4 نوفمبر 1946          |
|             | الاتحاد البريدي العالمي                   | ?                     | ?                      |
|             | البنك الدولي للإنشاء والتعمير             | 30 نوفمبر 1960        | 31 أغسطس 1961          |
|             | الاتحاد الدولي للاتصالات                  | 1866                  | 3 يونيو 1878           |
|             | مؤسسة التمويل الدولية                     | 20 يوليو 1956         | 31 أغسطس 1961          |
|             | المركز الدولي لتسوية المنازعات الاستشارية | 24 مايو 1968          | 2 مايو 1980            |
|             | مجموعة أستراليا                           | 1985                  | 1985                   |
|             | مجموعة الموردين النوويين                  | ?                     | ?                      |

## وصلات خارجية
- موقع وزارة الخارجية الدنماركية
- موقع وزارة الخارجية النيوزيلندية